# مدرسه طراحی اولم

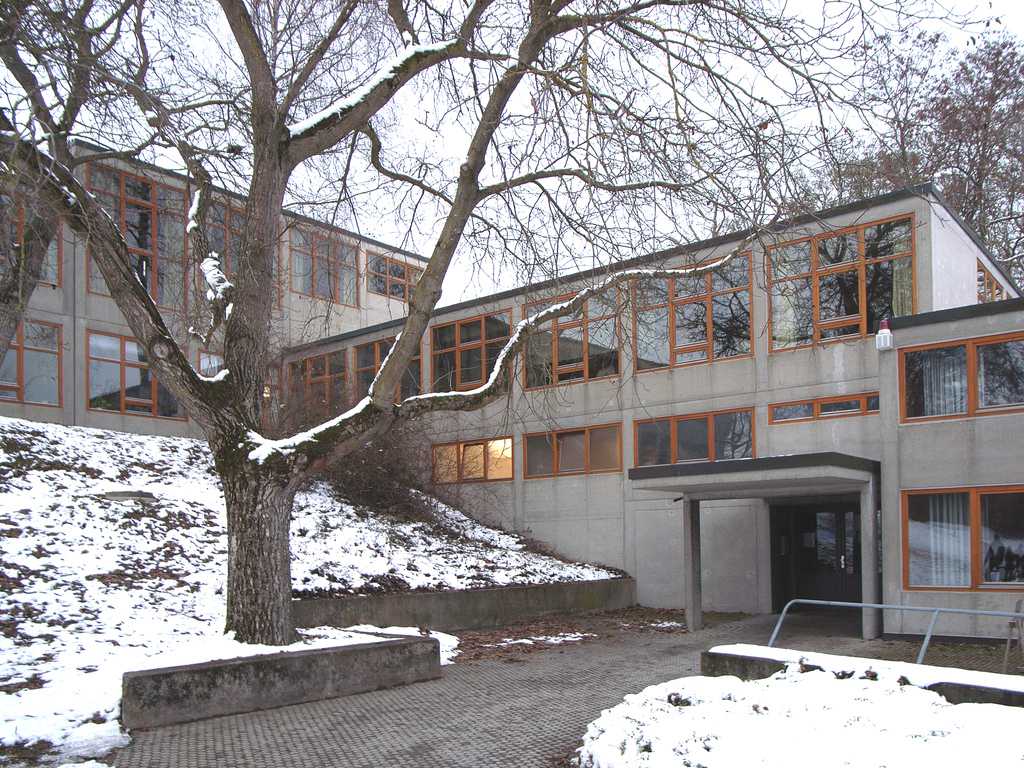
ساختمان اولم هااِف‌گِ توسط ماکس بیل طراحی و در سال ۱۹۵۵ میلادی تکمیل شد

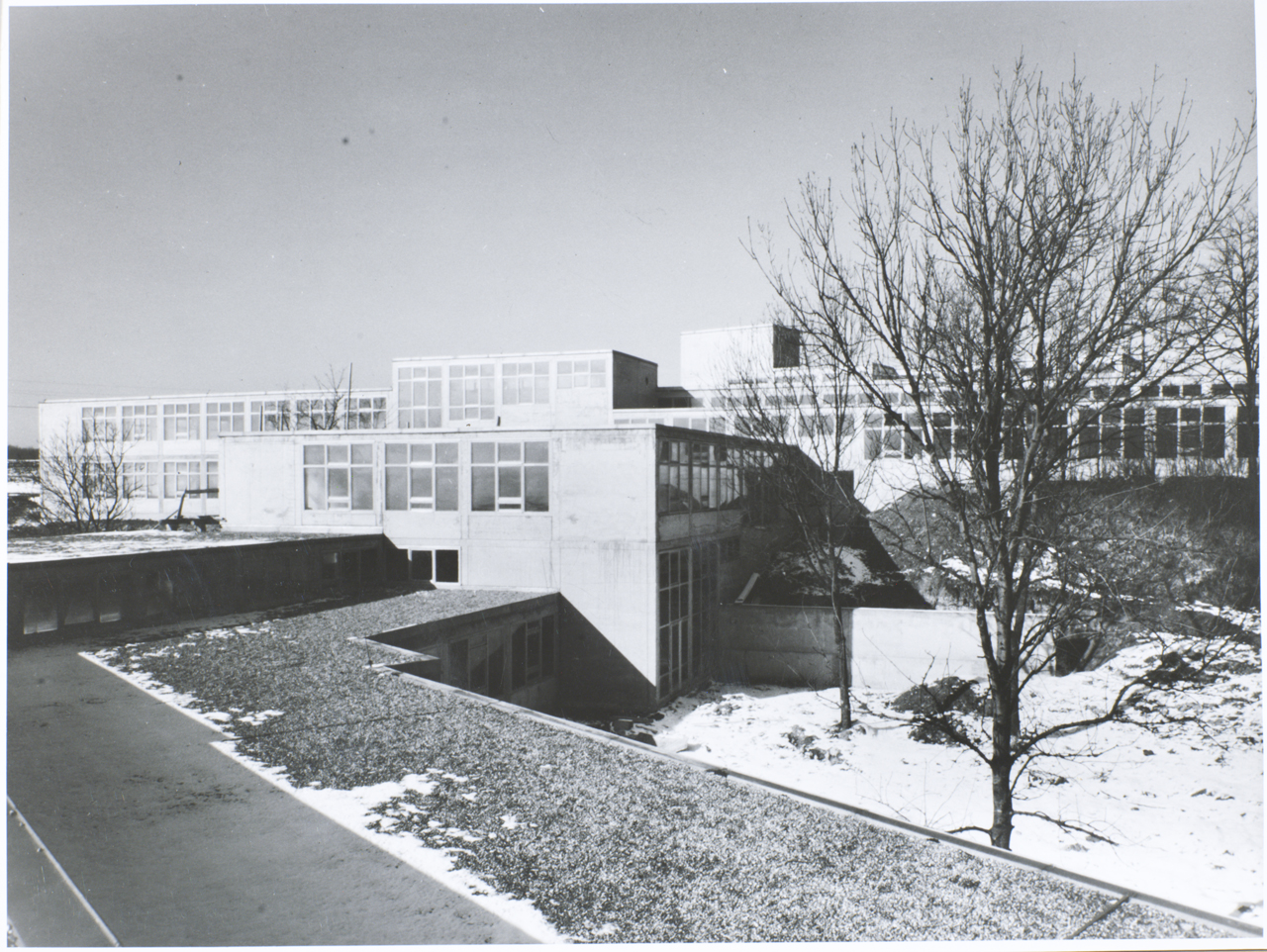
ساختمان اولم هااِف‌گِ، عکاسی توسط: هانس جی. کنراد

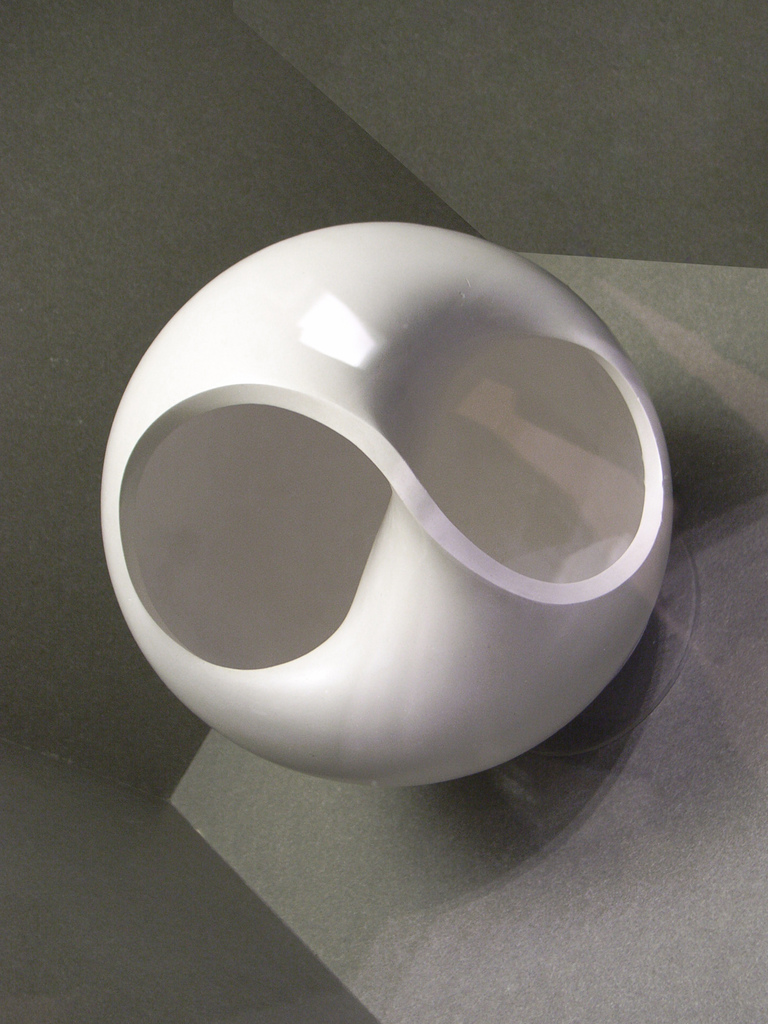
مدل مطالعهٔ مستمر کارگاه توماس مالدونادو

مدرسه طراحی اولم (به آلمانی: Hochschule für Gestaltung Ulm) یک کالج طراحی مستقر در اولم، آلمان بود. این مدرسه در سال ۱۹۵۳ میلادی توسط اینگه آیشر-شول، اوتل آیشر و ماکس بیل تأسیس شد که دومی اولین رئیس مدرسه و دانشجوی سابق باوهاوس بود. هااِف‌گِ با تأکید بر زمینۀ جامع و چند‌رشته‌ای طراحی فراتر از رویکرد باوهاوس در ادغام هنر، صنایع‌ دستی و فن‌آوری، به سرعت به رسمیت شناخته شد. موضوعات جامعه‌شناسی، روانشناسی، سیاست، اقتصاد، فلسفه و تفکر-سیستمی با زیبایی‌شناسی و فن‌آوری ادغام شدند. در طول عملیات هااِف‌گِ از ۱۹۵۳ تا ۱۹۶۸ میلادی، رویکردهای مترقی در فرآیند طراحی در بخش‌های طراحی محصول، ارتباطات بصری، ساختمان‌های صنعتی، اطلاعات و فیلم‌سازی اجرا شد.
ساختمان هااِف‌گِ توسط ماکس بیل طراحی شده‌ است و امروزه به عنوان یک ساختمان مهم تاریخی و کاربردی تحت نظارت بنیاد اولم دست نخورده باقی مانده‌ است. هااِف‌گِ مترقی‌ترین مؤسسه آموزشی طراحی در دهه‌های ۱۹۵۰ و ۱۹۶۰ میلادی و پیشگام در مطالعۀ نشانه‌شناسی بود. این مدرسه به عنوان یکی از مهم‌ترین مدارس طراحی در جهان شناخته می‌شود که از نظر نفوذ با باوهاوس برابری می‌کند.
تاریخچه هااِف‌گِ از طریق نوآوری و تغییر، مطابق با تصور خود از مدرسه به عنوان یک مؤسسۀ آزمایشی، تکامل یافته‌ است. این امر منجر به تغییرات متعددی در محتوا، سازماندهی کلاس‌ها و تداوم کشمکش‌های درونی شد که بر تصمیم نهایی بسته شدن هااِف‌گِ در سال ۱۹۶۸ میلادی تأثیر گذاشت. اگرچه این مدرسه پس از پانزده سال فعالیت خود را متوقف کرد، «مدل اولم» همچنان تأثیر زیادی بر آموزش طراحی بین‌المللی دارد.